# Karapet Vardanovič Ahnazarijan
Karapet Vardanovič Ahnazarijan (rusko Карапет Варданович Ахназарян), sovjetski general, * 28. januar 1894, Armenija, † 8. februar 1980, Krasnodar.

## Življenjepis
Med drugo svetovno vojno je bil sprva poveljnik artilerije 8. strelske divizije (1941–43), nato pa poveljnik 44. brigade težke artilerije (1943–45). Vmes pa je bil nekaj časa namestnik poveljnika artilerije 43. armade (1943–44) in poveljnik artilerije 1. strelskega korpusa (1944–45). 
Upokojil se je leta 1953.